# Brdce (gmina Vojnik)
Brdce – wieś w Słowenii, w gminie Vojnik. W 2018 roku liczyła 51 mieszkańców.